# Meszna (Silésie)
Pour les articles homonymes, voir Meszna.
Meszna est une localité polonaise de la gmina de Wilkowice, située dans le powiat de Bielsko-Biała en voïvodie de Silésie.